# Caterina Martinelli
Caterina Martinelli, auch La Romanina bzw. Caterinuccia genannt (* 1589 in Rom; † 9. März 1608 in Mantua) war eine italienische Opernsängerin (Sopran), die in der Oper L’Arianna von Claudio Monteverdi die Titelrolle singen sollte. Dazu kam es durch den frühen Tod der Sängerin nicht. Caterina Martinelli starb zwei Monate vor der Uraufführung der Oper an den Pocken.

## Leben
Caterina Martinelli kam 1603 im Alter von 14 Jahren an den Hof des Herzogs von Mantua. Sie wurde unter strenger Aufsicht ihres Vaters  von Claudio Monteverdi als Sängerin ausgebildet und wohnte auch im Hause des Komponisten und dessen Ehefrau Claudia Monteverdi. Anlässlich des Geburtstags des Herzogs am 24. Februar 1607 wurde Monteverdis Oper Orfeo im herzoglichen Palast in Mantua uraufgeführt mit der Martinelli in der Hauptrolle.
Am 9. März 1608 starb Caterina Martinelli an den Pocken. Herzog Vincenzo I. Gonzaga  ordnete nach dem plötzlichen Tod der Sängerin eine tägliche Totenmesse an und gab ein Mausoleum in Auftrag.
Der Herzog von Mantua war von der Sängerin so fasziniert, dass er 1610 die Komposition eines Madrigalzyklus durch Monteverdi veranlassen ließ. Anlässlich des Todes der Martinelli schrieb der Dichter Scipione Agnelli die Verse zu der sogenannten Sestina: „Lagrime d’amate al sepolcro dell’amata“ – „Die Tränen des Liebenden am Grabe der Geliebten“ und eine fünfstimmige Madrigalversion des Lamento d’Arianna.